# Аппер-Погатконг (Нью-Джерсі)
Аппер-Погатконг (англ. Upper Pohatcong) — переписна місцевість (CDP) в США, в окрузі Воррен штату Нью-Джерсі. Населення — 1714 особи (2020).

## Географія
Аппер-Погатконг розташований за координатами 40°40′39″ пн. ш. 75°9′21″ зх. д. / 40.67750° пн. ш. 75.15583° зх. д. (40.677469, -75.155801).  За даними Бюро перепису населення США в 2010 році переписна місцевість мала площу 1,70 км², уся площа — суходіл.

## Демографія
Згідно з переписом 2010 року, у переписній місцевості мешкала 1781 особа в 699 домогосподарствах у складі 501 родини. Густота населення становила 1048 осіб/км².  Було 732 помешкання (431/км²).
Расовий склад населення:
| - 94,6 % — білих - 2,2 % — чорних або афроамериканців - 1,1 % — азіатів |

До двох чи більше рас належало 1,9 %. Частка іспаномовних становила 3,9 % від усіх жителів.
За віковим діапазоном населення розподілялося таким чином: 22,2 % — особи молодші 18 років, 61,3 % — особи у віці 18—64 років, 16,5 % — особи у віці 65 років та старші. Медіана віку мешканця становила 42,7 року. На 100 осіб жіночої статі у переписній місцевості припадало 98,3 чоловіків;  на 100 жінок у віці від 18 років та старших — 91,2 чоловіків також старших 18 років.
Середній дохід на одне домашнє господарство  становив 67 155 доларів США (медіана — 59 038), а середній дохід на одну сім'ю — 75 245 доларів (медіана — 65 541). Медіана доходів становила 56 364 долари для чоловіків та 42 200 доларів для жінок. За межею бідності перебувало 12,7 % осіб, у тому числі 25,3 % дітей у віці до 18 років та 5,3 % осіб у віці 65 років та старших.
Цивільне працевлаштоване населення становило 667 осіб. Основні галузі зайнятості: роздрібна торгівля — 13,8 %, освіта, охорона здоров'я та соціальна допомога — 13,8 %, мистецтво, розваги та відпочинок — 12,7 %.